# Confine tra Afghanistan e Tagikistan
Il confine tra Afghanistan e Tagikistan è lungo 1.357 km e parte dalla triplice frontiera con l'Uzbekistan a ovest fino alla triplice frontiera con la Cina a est, quasi interamente lungo i fiumi Amu Darya, Pyanj e Pamir, ad eccezione del tratto più orientale lungo il corridoio del Wakhan.

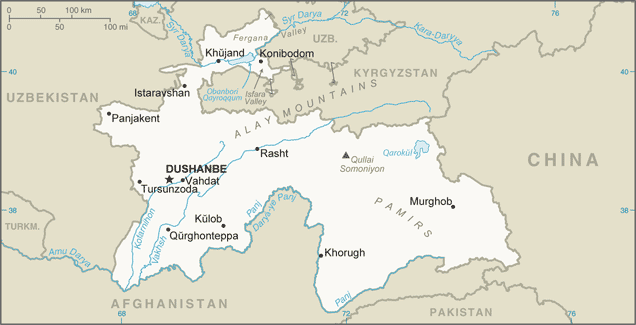
Mappa del Tagikistan con l'Afghanistan a sud

## Descrizione
Il confine inizia a ovest al triplice confine con l'Uzbekistan sull'Amu Darya. Continua lungo il talweg del fiume, che scorre in una direzione ampia verso est, fino a raggiungere l'incrocio con il fiume Vachš. In seguito il confine continua lungo il fiume Pyanj per 1 080 km e l'area circostante diventa sempre più montuosa man mano che il fiume traccia un'enorme forma a ferro di cavallo, fino alla confluenza con il fiume Pamir vicino al villaggio afghano di Gaz Khun. Il confine segue il Pamir per 71 km verso est fino al lago Zorkul' (Sir-i-kol). Il confine prosegue poi via terra per 218 km fino al triplice confine cinese, seguendo principalmente varie cime e creste montuose. Il termine orientale del confine si trova alla triplice frontiera Afghanistan-Cina-Tagikistan sul picco Povalo-Shveikovskogo.
Gran parte del confine è parallela alla Strada del Pamir in Tagikistan.

## Storia
Il confine è stato ereditato da parte del vecchio confine tra l'Unione Sovietica e l'Afghanistan, che ha assunto in gran parte la sua forma attuale durante la rivalità geopolitica anglo-russa del XIX secolo in Asia centrale, conosciuta come il Grande Gioco. Con l'Impero russo che aveva conquistato il Khanato di Khiva e l'Emirato di Bukhara, e con l'Impero britannico che controllava il Raj britannico, le due potenze accettarono di lasciare l'Afghanistan come uno Stato cuscinetto indipendente tra essi.
Nel 1873 Gran Bretagna e Russia concordarono una formulazione approssimativa del confine, con l'Amu Darya dichiarato confine che andava ad est dalle vicinanze del villaggio di Khwaja Salar al lago Zorku, con il Corridoio del Wakhan che rimaneva in Afghanistan. La sezione occidentale del confine (ovvero la maggior parte del moderno confine afghano-turkmeno) doveva essere determinata in un secondo momento da una commissione di confine.
Le tensioni aumentarono quando i russi si espansero ulteriormente in quello che è oggi il Turkmenistan, all'inizio degli anni 1880, raggiungendo una crisi con l'incidente di Panjdeh (vicino a Sandykachi nell'attuale Turkmenistan), un'area rivendicata dall'Afghanistan. I dibattiti hanno calmato la situazione e una commissione congiunta anglo-russa sui confini ha delimitato la frontiera allo stato attuale nel periodo 1884-87. Poiché il villaggio di Khwaja Salar non poteva più essere identificato, è stato concordato che il confine dovesse incontrare l'Amu Darya nelle vicinanze di Khamiab, in Afghanistan.
La sezione più orientale del confine (che ora fa parte del confine afghano-tagico) non fu definitivamente delimitata fino al 1893-95, con gli afghani che acconsentirono a rinunciare a qualsiasi rivendicazione sulle terre a nord dell'Amu Darya. Questo accordo prevedeva anche la posizione della frontiera via terra nella sezione ad est del lago Zorkul fino alla Cina, con una serie di pilastri di confine eretti successivamente.
Nel 1921 fu firmato un trattato sovietico-afghano in base al quale la Russia accettò di "consegnare all'Afghanistan i distretti frontalieri che appartenevano a quest'ultimo nel secolo precedente, osservando i principi di giustizia e autodeterminazione della popolazione che lo abitava". Tuttavia questo trattato non è mai stato attuato ed è stato esplicitamente annullato dall'Accordo di frontiera del 1946, che ha mantenuto il confine così com'era, con le isole fluviali da assegnare successivamente da una commissione congiunta.
La zona di confine era estremamente instabile negli anni '90 a causa della guerra civile in Tagikistan e della guerra civile afghana. La sicurezza nell'area è migliorata dalla fine della guerra in Tagikistan e dalla caduta del governo talebano nel 2001. Tuttavia la lunga e porosa frontiera rimane scarsamente controllata ed è una delle principali vie del traffico di droga. Ci sono stati anche numerosi incidenti legati alla rivolta talebana in Afghanistan nel 2018. La Russia in precedenza aveva prestato assistenza nelle attività di polizia prima del 2005. Negli ultimi anni sono stati costruiti diversi ponti e valichi di frontiera nel tentativo di aumentare i collegamenti commerciali e di trasporto, in parte finanziati dai governi stranieri e dall'Aga Khan Development Network (una rete di agenzie private di sviluppo).
Nel luglio 2021 molte truppe e civili dell'Afghanistan hanno attraversato il confine dopo che le truppe talebane hanno preso il controllo di molte aree. In risposta, il governo del Tagikistan ha messo più truppe tagike intorno all'area di confine.

## Valichi di frontiera

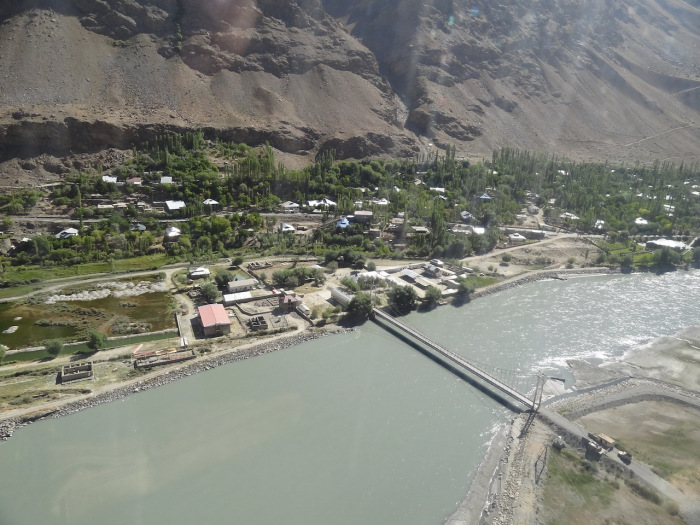
Il ponte Shighnan-Khorugh che attraversa il confine del fiume

- Shir Khan Bandar - Panji Poyon (strada)[10]
- Shighnan - Khorugh (strada)
- Ishkashim - Ishkoshim (strada)
- Kokul - Ai Khanoum (solo traghetto)
- Ponte dell'amicizia tagiko-afghano

## Insediamenti vicino al confine

### Afghanistan
- Baghri Kol
- Kolukh Teppe
- Sher Khan Bandar
- Shah Ravan
- Chichkeh
- Dasht-e-Qaleh
- Kvahan
- Khosfav
- Arakhat
- Ishkashim

### Tagikistan
- Ayvadzh
- Panji Poyon
- Dusty
- Panj
- Farkhor
- Kishti Royen
- Qal'ai Khumb
- Kevron
- Rushon
- Bazhdu Pavdiv
- Chorugh
- Ishkoshim
- Sinib

## Mappe storiche
Mappe storiche in lingua inglese del confine tra l'Afghanistan e il Tagikistan, dalla metà alla fine del XX secolo: 

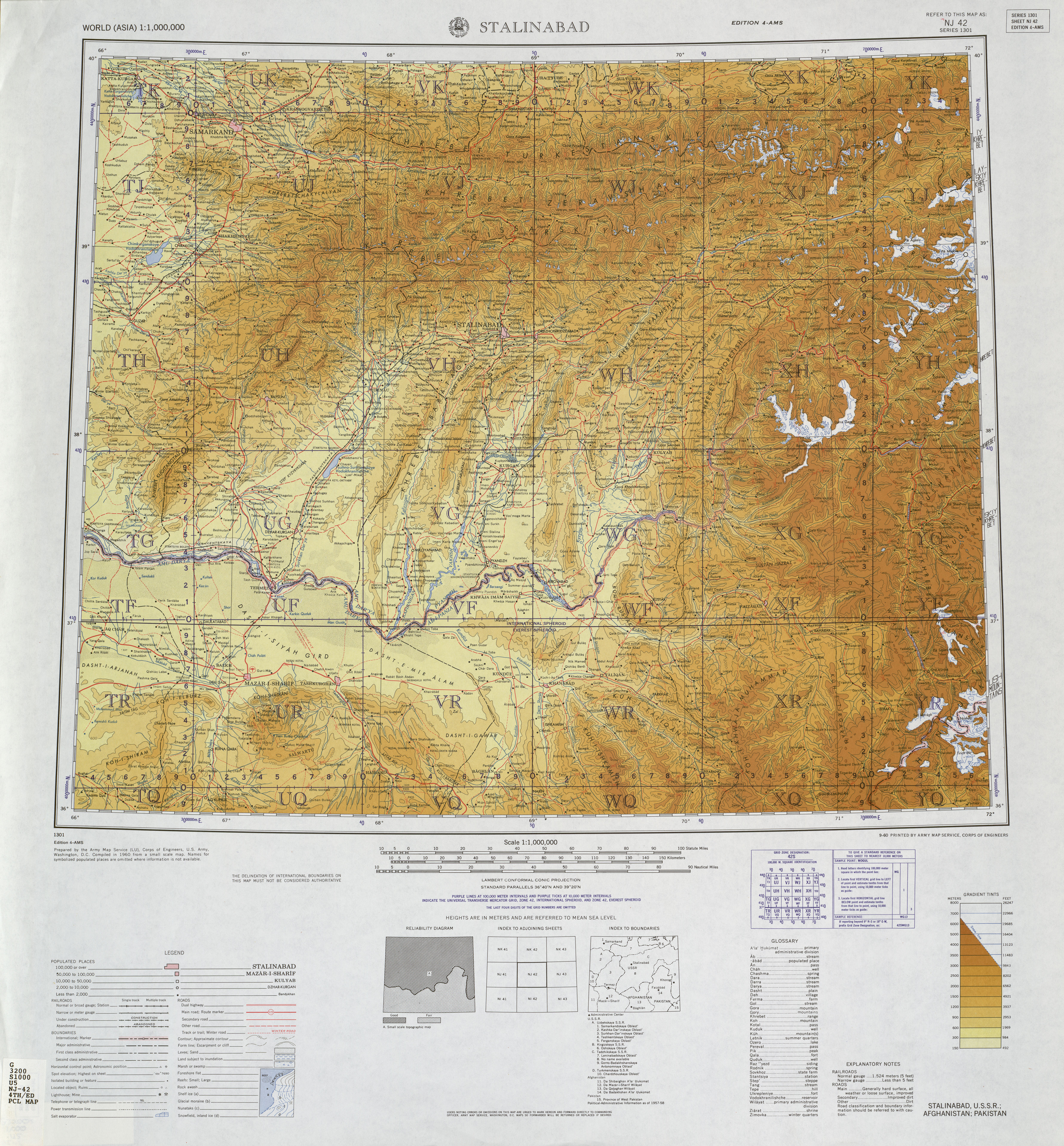
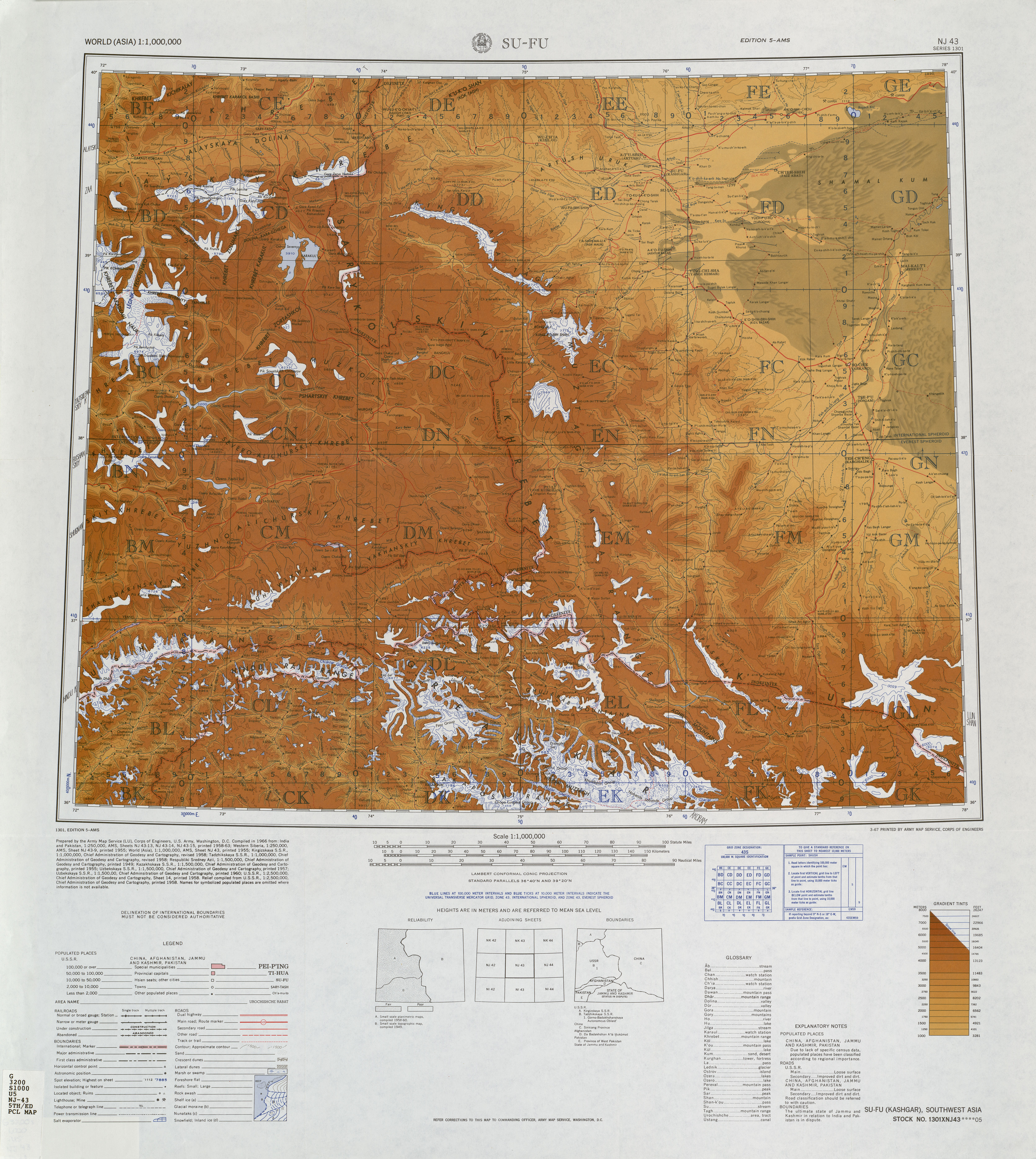